# Південь штату Гояс (мезорегіон)
Південь штату Гояс (порт. Mesorregião do Sul Goiano) — адміністративно-статистичний мезорегіон в Бразилії. Входить в штат Гояс. Населення становить 1661 тис. чоловік на 2006 рік. Займає площу 131 579,001 км². Густота населення — 12,6 чол./км².

## Склад мезорегіону
В мезорегіон входять наступні мікрорегіони:
1. Каталан
2. Піріс-ду-Ріу
3. Кірінополіс
4. Мея-Понті
5. Судуесті-ді-Гояс
6. Валі-ду-Ріу-дус-Бойс

| Бразилія | Це незавершена стаття з географії Бразилії. Ви можете допомогти проєкту, виправивши або дописавши її. |